# غيلبرتو رودريغيز أوريجويلا
غيلبرتو رودريغيز أوريجويلا (بالإسبانية: Gilberto Rodríguez Orejuela)‏ هو بارون مخدرات كولومبي وأحد قادة تنظيم كارتل كالي في مدينة كالي، ولد يوم 30 كانون الثاني 1939 في ماريكيتا، توليما.

## الاعتقال
تم اعتقال غليبرتو رودريغيز في يوم 9 حزيران 1995 من قبل الشرطة الوطنية الكولومبية أثناء الإغارة على منزل في كالي. وقبل عدة أيام قامت الشرطة بتفتيش منزل كان فيه رودريغيز، لكنه نجا من الاعتقال عن طريق الاختباء في خزانة حمام مجوفة مع خزان للأكسجين.
وحكم عليه بالسجن لمدة 15 عاما. وقد أطلق سراحه مؤقتا في اوائل تشرين الثاني عام 2002 بسبب امر قضائى مثير للجدل اصدره نائب القاضي بيدرو خوسيه سواريز. وقد إعادة السلطات الكولومبية اعتقالة في كالي في آذار 2003.

## تسليمه إلى الولايات المتحدة
تم تسليم غيلبرتو رودريغيز أوريجويلا إلى الولايات المتحدة في 3 كانون الأول 2004. كما تم تسليم شقيقه ميغيل إلى الولايات المتحدة في آذار 2005.
في 26 أيلول 2006، حكم على كل من غيلبرتو وميغيل بالسجن لمدة 30 عاما، بعد أن أقر بالذنب بتهمة التآمر على استيراد الكوكايين إلى الولايات المتحدة. وقد قبلوا هذه الصفقة في مقابل موافقة الولايات المتحدة على عدم توجيه تهم ضد أفراد أسرهم. وتمكن محاميهما ديفيد أوسكار ماركوس وروي كان من الحصول على حصانة لـ 29 من أفراد الأسرة.
في 16 تشرين الثاني 2006، اعترف الأخوة بالذنب على المشاركة في غسل الأموال. وحكم على كل منهما بالسجن لمدة 87 شهرا إضافية. وحكم عليهما في الوقت نفسه.
قضى غيلبرتو رودريغيز أوريجويلا فترة سجنه في المؤسسة الإصلاحية الاتحادية، بوتنر، وهي منشأة أمنية متوسطة في ولاية كارولينا الشمالية.